# Pailiao (sockenhuvudort i Kina, Hunan Sheng, lat 28,38, long 109,60)
Pailiao (kinesiska: 排料, 排料乡) är en sockenhuvudort i Kina. Den ligger i provinsen Hunan, i den södra delen av landet, omkring 330 kilometer väster om provinshuvudstaden Changsha. Antalet invånare är 5 373. Befolkningen består av 2 547 kvinnor och 2 826 män. Barn under 15 år utgör 17,0 %, vuxna 15-64 år 70 %, och äldre över 65 år 11,0 %.
Runt Pailiao är det tätbefolkat, med 319 invånare per kvadratkilometer. Närmaste större samhälle är Qianzhou, 14,1 km sydost om Pailiao. I omgivningarna runt Pailiao växer i huvudsak blandskog.
Genomsnittlig årsnederbörd är 1 848 millimeter. Den regnigaste månaden är maj, med i genomsnitt 327 mm nederbörd, och den torraste är januari, med 41 mm nederbörd.